# Euclystis laluma
Euclystis laluma är en fjärilsart som beskrevs av William Schaus 1915. Euclystis laluma ingår i släktet Euclystis och familjen nattflyn. Inga underarter finns listade i Catalogue of Life.